# Ennearthron aurisquamosum
Ennearthron aurisquamosum là một loài bọ cánh cứng trong họ Ciidae. Loài này được Lawrence miêu tả khoa học năm 1971.